# Пулхерия (дъщеря на Теодосий I)
Вижте пояснителната страница за други личности с името Пулхерия.
Елия Пулхерия (на латински: Aelia Pulcheria; 379 – 385 или 385 – 386) е римска благородничка.
Дъщеря е на римския император Теодосий I Велики (379 – 395) и първата му съпруга Елия Флацила. Сестра е на бъдещите императори Аркадий и Хонорий. Майка ѝ умира през 385 г. Елия Пулхерия умира като много малко дете през 385 или 386 г.
Баща ѝ се жени за Гала, която става майка през 388 г. на Грациан, който умира млад, на Гала Плацидия през 390 г. и на Йоан, който умира заедно с майка си през 394 г. Баща ѝ Теодосий I умира неочаквано на 17 януари 395 г.